# 昂蒂奥什海峡

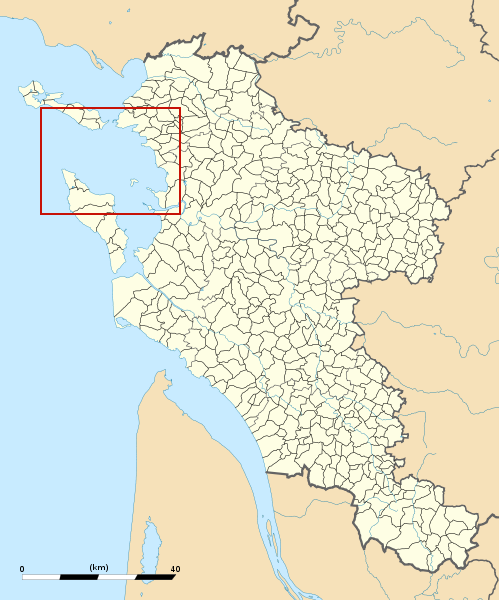
昂蒂奥什海峡地图

昂蒂奥什海峡（法語：pertuis d'Antioche，法語發音：[pɛʁtɥi dɑ̃tjɔʃ]）是法国大西洋沿岸的一个海峡，位于雷岛和奥莱龙岛之间。

## 扩展阅读
- Neptune. . London: W. Faden. 1793: 81. Pertuis d'Antioche.